# Уршакский говор
Уршакский говор — один из говоров южного диалекта башкирского языка или же подговор демского говора того же диалекта.

## Ареал распространения
Уршакский говор распространен на территории Альшеевский (Абдулкаримово, Мурзагулово), Аургазинский (Верхний Бегеняш, Игинче, Миннибаево, Мурадым, Назмутдиново, Нижний Бегеняш, Новоитикеево, Тукаево, Турсугали, Турумбет, Усманово, Юлдашево), Давлекановский (Кадыргулово, Новомрясово, Новоянбеково, Старомрясово и Хусаиново), Кармаскалинский (Новомусино, Старомусино и Староянбеково) и Стерлитамакский (Абдрахманово, Бегеняш и Новоабдрахманово) районов Республики Башкортостан. Носителями уршакского говора являются башкиры родов миркит-минг и уршак-минг, проживающих в бассейне реки Уршак и её притоков — Аургазы и Турсагали.

## История изучения и классификация
В 1920—1930-х годах началось планомерное исследование башкирского разговорного языка. В 1930-х — 1950-х годы XX века в башкирском языке выделялись три территориальных диалекта — восточный (северо-восточный, куваканский, северо-западный (западный) и южный (луговой, юрматынский), а также семь наречий (говоров), которые классифицировались по фонетическому признаку ([һ]—[ҫ], [ҫ], [һ], [ҙ], [с], [п]—[т]). Выделение трёх диалектов поддерживал один из основоположников башкирского языкознания — Н. К. Дмитриев. Одной из первых работ в систематическом изучении диалектов и говоров башкирского языка стала монография Т. Г. Баишева «Башкирские диалекты в их отношении к литературному языку», где автор также делит башкирский язык на три территориальных диалекта и по фонетическим признакам — на 7 наречий, по этим классификациям язык уршакских башкир относился к южному диалекту и наречию «ҫ».
С. Ф. Миржанова в своём труде «Южный диалект башкирского языка» в состав южного диалекта включала три больших говора — ик-сакмарский, средний и дёмский. Н. X. Ишбулатов в монографии «Башкирский язык и его диалекты» относит язык башкир, которые проживают в бассейнах рек Дёма, Уршак и в нижнем течении реки Караидель (Уфы), а также язык башкир Самарской и Саратовской областей к дёмскому говору южного диалекта. В то же время диалектологи отмечают, что язык башкир бассейна реки Уршак отражает некоторые особенности среднего и ик-сакмарского говоров.
В 2010 году диалектологом Р. Ш. Алсынбаевой была защищена кандидатская диссертация на тему «Уршакский говор башкирского языка», где утверждается, что уршакский говор сохранил многие архаичные формы, а также, что данный говор очень тесно связан с дёмским, ток-суранским и иргизо-камеликским говорами южного диалекта.

## Лингвистическая характеристика

### Фонетика
Характерными фонетическими особенностями уршакского говора являются:
- соответствия звуков [а] — [ы], [ы] ~ [у], [у] ~ [а], [ы] ~ [а]: диал. сағ[а]ҙаҡ — лит. һағ[ы]ҙаҡ (оса), диал. аҙ[ы]у теш — лит. аҙ[а]у теш (коренной зуб), диал. ҡатырҡ[ы] — лит. ҡатырғ[а] (картон), диал. б[ы]йау — лит. б[у]яу (краска), диал. б[ы]ҫтау — лит. буҫтау (сукно), диал. сир[у]т — лит. сир[а]т (очередь), диал. [ы]зғырыу — лит. [а]жғырыу (кричать неистово), диал. сыт[ы]йыу — лит. сыт[а]йыу (морщиться), диал. умырз[ы]йа — лит. умырз[а]я (подснежник) и др.
- сохранение архаичных форм употребления гласных [о], [ө], [ә], который связывает говор с древнетюркским языком рунических памятников и говорами северо-западного диалекта: диал. то[ҡ]мас — лит. т[у]ҡмас (домашняя лапша), диал. ғ[ө]м[ө]р — лит. ғ[ү]мер (жизнь), диал. с[ө]прәк — лит. с[е]прәк (тряпка), диал. т[ө]йәү — лит. т[е]йәү (грузить) и др.
- соответствия звуков [ө] ~ [е], [ә] ~ [и], [е] ~ [и], [э] ~ [е]: диал. т[и]рәҙә — лит. т[ә]ҙрә (окно), диал. ф[и]рештә — лит. ф[ә]рештә (ангел), диал. [э]йән — лит. [е]йән (внук) и др. Иногда наблюдается обратное явление.
- в некоторых словах наблюдается соответствия звуков [у] ~ [о], [ә] ~ [ө], которые более характерны для дёмского говора: диал. т[о]рпоша — лит. т[у]рпыша (полог), диал. к[ә]керт — лит. к[ө]көрт (сера) и др.
- переход монофтонгов в дифтонгические сочетания: диал. шүрәл[ей] — лит. шүрәл[е] (леший), диал. ҫ[ыу]ған — лит. һуған (лук) и др.
- безударные гласные [ы], [е], [о] подвергаются сильной редукции или выпадают: диал. []ласын — лит. ыласын (сокол»), диал. []сын — лит. ысын (правда), диал. ҡор[]т — лит. ҡор[о]т (кисломолочный продукт), диал. ҡор[]с — лит. ҡор[о]с (сталь) и др.
- делабиализация гласных [ы] ~ [о], [е] ~ [о], [ы] ~ [у], [е] ([и]) – [ә], [ө] ~ [е]: диал. к[е]т[е]ү — лит. к[ө]т[ө]ү (стадо), диал. й[е]йәү — лит. й[ә]йәү (пешком) и др.
- наблюдается выпадение, чередование (со звуком [ҫ]) или сохранение звука [һ] в арабизмах и фарсизмах: диал. [ҫ]у[ҫ]ар — лит. [һ]ыу[һ]ар (куница), диал. тер[ҫ]әк — лит. тер[һ]әк (локоть), диал. []уш — лит. [һ]уш (память), диал. []әйбәт — лит. [һ]әйбәт (хорошо), диал. [һ]ауа — лит. [һ]ауа (воздух), диал. [Һ]әмән — лит. [С]әмән (Семёнкино) и др.
- замена фонемы [б] на фрикативную [в] с призвуком [ф] в интервокальной позиции: диал. ар[вф]а — лит. ар[б]а (телега), диал. ба[вф]ай — лит. ба[б]ай (старик), диал. ә[вф]ей — лит. ә[б]ей (старуха), диал. ҡа[вф]ырсаҡ — лит. ҡа[б]ырсаҡ (раковина) и др.
- соответствия согласных [б] ~ [п], [һ] ~ [с] в начале слова: диал. [п]алаҫ — лит. [б]алаҫ (палас), диал. [п]әке — лит. [б]әке (складной нож), диал. [с]андуғас — лит. [һ]андуғас «соловей»; диал. [с]ағаҙаҡ — лит. [һ]ағыҙаҡ (оса) и др.
- соответствия согласных [м] ~ [б], [т] ~ [с]: диал. [т]ысҡан — лит. [с]ысҡан (мышь), диал. [м]айтаҡ — лит. [б]айтаҡ, диал. гар[б]ун — лит. гармун (гармонь), диал. ҡу[б]ыҙ – лит. ҡу[м]ыҙ (музыкальный инструмент), диал. [т]өсө — лит. [с]өсө (пресный) и др.

### Морфология
В области морфологии специфику говора составляют:
- употребление существительных с аффиксом принадлежности 3 лица -ҫы/-ҫе в винительном падеже в диалектной форме -ҫы+ны/-ҫе+не: диал. балаҫыны — лит. балаһын (ребёнка), диал. инәҫене — лит. әсәһен (матери), диал. эсәгеҫене — лит. эсәген (кишки) и др.
- употребление глаголов будущего времени с аффиксом -ар/-әр в уршакском говоре вместо литературного -ыр/-ыр/-ер (см. таблицу).
- выражение превосходной степени усилительной частицей шыр и словами зәһәр, хәшәрәт, йәһәннәм, зәрә, хәтәр — лит. бик яҡшы (очень, превосходный): зәһәр//зәәр йаулыҡ (превосходный платок), шыр тоҙ (слишком солёный), йәһәннәм күп (очень много), зерә йахшы (очень хорошо), хәтәр уңған (очень хорошо уродилась) и др.
- параллельное употребление наречий времени с аффиксом -генәк, -нә: диал. кисәгенәк//кисәнәк — лит. кисәнән бирле (со вчерашнего дня, вчера) и др.
- преимущественное употребление формы личных местоимений диал. беҙең — вместо лит. беҙҙең (у нас, наш), диал. ҫеҙең — вместо лит. һеҙҙең (ваш), диал. миә — вместо лит. миңә (мне) и др. Кроме того, местоимения разных разрядов используются в краткой форме: диал. быҫы — лит. быныһы (этот), диал. ҡаҫылай — лит. ҡайһылай (как) и др.
- образование неопределенных местоимений при помощи аффиксов -ҡай/-кәй: нәрҫәкәй? (что?), әллә нәрҫәкәй (что-то), әллә ҡаҫылай (как-то).
- образование инфинитива от глаголов с основой на согласные при помощи аффиксов -арға/-әргә: диал. осарға — лит. осорға (летать), диал. тотарға — лит. тоторға (держать), диал. көләргә — лит. көлөргә (смеяться) и др.

| Употребление глаголов будущего времени с аффиксом -ар/-әр в уршакском говоре вместо литературного -ыр/-ыр/-ер | Употребление глаголов будущего времени с аффиксом -ар/-әр в уршакском говоре вместо литературного -ыр/-ыр/-ер | Употребление глаголов будущего времени с аффиксом -ар/-әр в уршакском говоре вместо литературного -ыр/-ыр/-ер | Употребление глаголов будущего времени с аффиксом -ар/-әр в уршакском говоре вместо литературного -ыр/-ыр/-ер | Употребление глаголов будущего времени с аффиксом -ар/-әр в уршакском говоре вместо литературного -ыр/-ыр/-ер |
| --- | --- | --- | --- | --- |
| | Единственное число                                                                                            | Единственное число                                                                                            | Множественное число                                                                                           | Множественное число                                                                                           |
| Лицо | диал. | лит. | диал. | лит. |
| 1-е лицо | тотарым | тотормон (поймаю)                                                                                             | тотарбыҙ | тоторбоҙ (поймаем)                                                                                            |
| 2-е лицо | тотарҫың | тоторһоң | тотарҫыҙ | тоторһоғоҙ |
| 3-е лицо | тотар | тотор | тотарлар | тоторҙар |

Вопросительному местоимению нимә (что) литературного языка в говоре соответствуют формы: ней, нәмә, нәҫтә, нәҫтәкәй, нәрҫә, нәрҫәкәй.
Аффиксы принадлежности -еҫе/-ҫе соединяют собирательные числительные: береҫе//берҫе (один), берҫе көн (послезавтра), берҫе//береҫе йуҡ (нет ни одного) и др.

### Лексика
Основу словарного запаса уршакского говора составляет общебашкирская лексика, которая бытуют во всех тематических классах. В говоре обнаруживается слой лексики, общей для него, дёмского, среднего и частично ик-сакмарского говора южного диалекта башкирского языка. Однако максимальное взаимопроникновение лексики наблюдается в уршакском и дёмском говорах, так как их носителями являются представители башкир племени мин. Существование общих с ток-суранским говором и языком башкир бассейна реки Камелик с уршакским говором диалектизмы, также объясняются родственными отношениями и взаимосвязью родов и племён в прошлом.
В словарном составе говора также выделяется группа лексем, общих для него и говоров северо-западного диалекта, в первую очередь, караидельского. Кроме того в уршакском говоре есть общий пласт лексики, которая характерна для говоров восточного диалекта башкирского языка. В говоре используются несколько древнетюркских, монгольских, финно-угорских лексем.